# Pap Chanel
Pap Chanel, pseudonimo di Jaida Chanel Roby (Milledgeville, 7 luglio 1999), è una rapper statunitense.

## Biografia
Ha iniziato a rappare insieme al fratello tra gli 8 e gli 11 anni. Nel 2015, all'età di 15 anni, ha fatto un'apparizione nel singolo Add It Up del rapper americano Quan DaKing. Nel 2018 ha pubblicato il suo progetto di debutto, The Definition of P.A.P, contenente la partecipazione del rapper americano Lil Baby nei brani Talk 2 Cheap e Freestyle. Nel 2020 ha pubblicato il suo primo album in studio intitolato Pretty & Paid, con la partecipazione di Blac Youngsta nel brano 2 Way Street. Nel luglio 2022 esce Pretty & Paid 2.0, sequel del precedente album. Quest'ultimo progetto è stato introdotto dal singolo Gucci Bucket Hat, realizzato in collaborazione con Future e Herion Young. Nel 2025 è la volta del suo terzo album in studio, The Girl Next Door.

## Discografia

### Album in studio
- 2020 – Pretty & Paid
- 2021 – Pretty & Paid 2.0
- 2025 – The Girl Next Door

### EP
- 2019 – The Definition of P.a.P.
- 2020 – Women Of Def Jam: Pap Chanel
- 2023 – Paptivities
- 2024 – P.A.P

### Singoli
- 2018 – Talk 2 Cheap (feat. Lil Baby)
- 2018 – No Competition
- 2019 – Freestyle
- 2019 – If I Want to I Will
- 2020 – Wonderful
- 2020 – Gucci Bucket Hat (con Future feat. Herion Young)
- 2022 – No Biggie
- 2022 – Show Me What You Got
- 2022 – Theme Song (con Bandmanrill e Mc Vertt)
- 2022 – Elevate
- 2023 – Rules (con Outta Space e Icewear Vezzo)
- 2023 – Left Right
- 2023 – Icy
- 2024 – Waterfall
- 2024 – 7 Letters
- 2024 – Girl Next Door
- 2025 – In The City
- 2025 – Ghetto & Ratchet (con 1865 BlackFlag e LittleRichh)
- 2025 – Cutthroat (con Bandmanrill e 1865 BlackFlag)